# ميماتا
ميماتا هي بلدية في اليابان، وبلدة في اليابان، تقع في ميازاكي، ومقاطعة كيتاموروكاتا، بلغ عدد سكانها 25,390 نسمة وذلك حسب إحصائيات سنة 2018، تبلغ مساحتها 110.02 كيلومتر مربع.